# Meg Jayanth
Meg Jayanth, Meghna Jayanth (ur. 1987) – indyjsko-brytyjska scenarzystka i projektantka narracyjna gier komputerowych. Znana jest ze scenariuszy do gier 80 Days i Sunless Sea. Jayanth pracowała w BBC, zanim została niezależną pisarką, a także pisała dla „The Guardiana” o kobietach i grach komputerowych.

## Młodość
Jayanth dorastała w Bengaluru, Londynie i Arabii Saudyjskiej, uczęszczając w sumie do 12 różnych szkół. Jej pierwsze doświadczenia z grami obejmowały Disney’s Aladdin, SimTower i Civilization II. Jayanth studiowała literaturę angielską na Uniwersytecie Oksfordzkim, gdzie kierowała „The Oxford Revue”, a następnie pracowała w BBC w dziale odpowiedzialnym za zamawianie gier komputerowych.
Jayanth po raz pierwszy zainteresowała się pisaniem scenariuszy do gier komputerowych poprzez tekstowe gry fabularne online, w których tworzyła światy i postacie. Pierwszą grywalną grą, którą napisała, była niedokończona Samsara, oparta na wyborach moralnych gra narracyjna osadzona w Bengalu w 1757 roku. Jayanth jest szczególnie zainteresowana pisaniem historii, które odkrywają „nieoczekiwane perspektywy i niesłyszane głosy”, w tym niedostatecznie reprezentowane osoby i kultury.

## Kariera

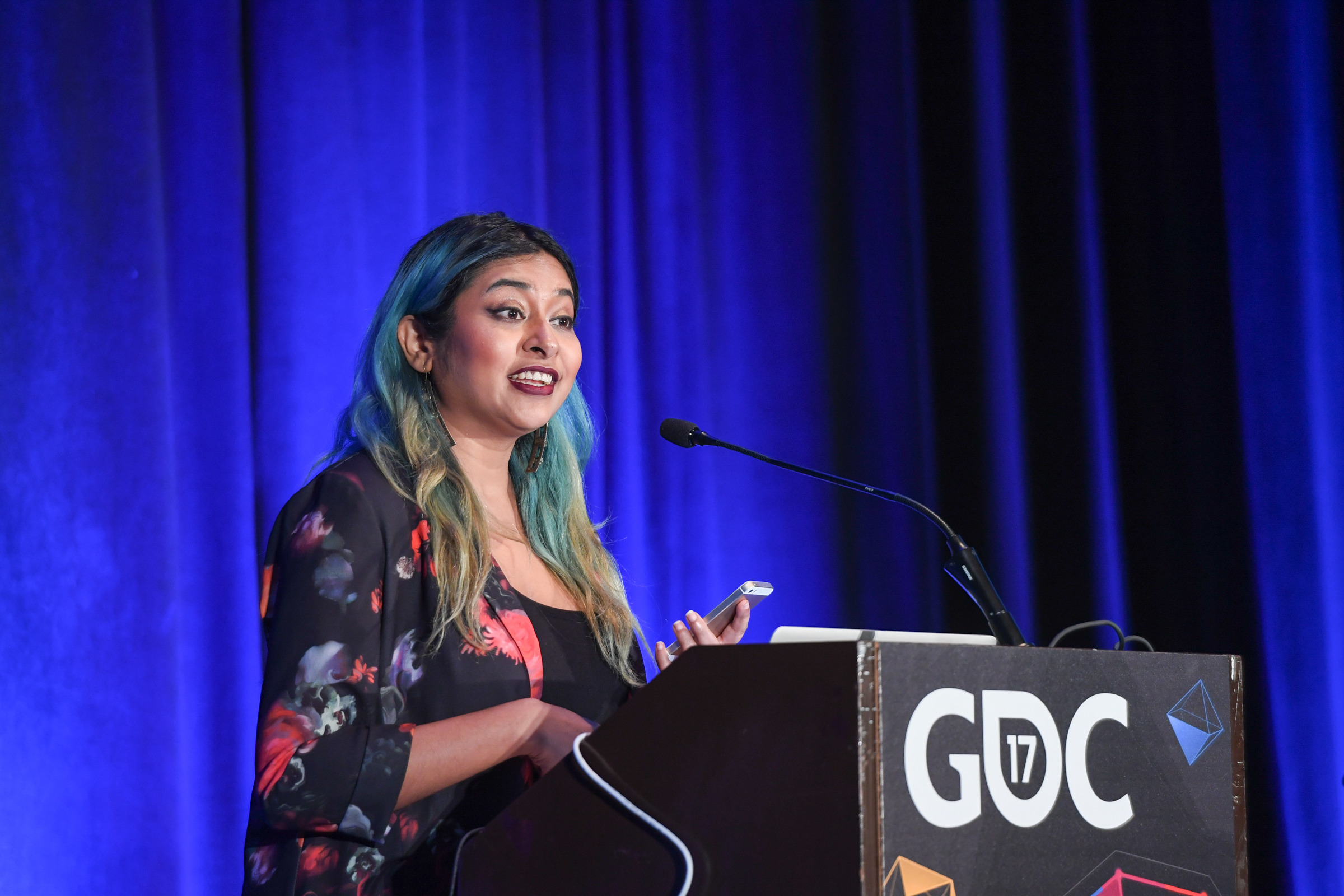
Meg Jayanth na Game Developers Conference w 2017

Jayanth była scenarzystką gry 80 Days, do której napisała łącznie ponad 750 000 słów, pomagała w pisaniu Horizon Zero Dawn i odpowiadała za scenariusz do Sunless Sea i Sunless Skies. 80 Days było luźną adaptacją powieści Jules’a Verne’a W 80 dni dookoła świata, osadzoną w realiach steampunku i zawierającą szereg nowych postaci kobiecych z różnych stron świata. Jayanth starała się podkreślić antykolonialny wydźwięk twórczości Verne’a, uwzględniając wątki prześladowań osób różnych ras i kultur. Sunless Sea oraz Sunless Skies były natomiast utrzymane w klimacie uniwersum Fallen London, gdzie na pokładzie statku należało przemierzać mroczne, lovecraftowskie przestworza i morza w poszukiwaniu zleceń, walcząc przy tym z piratami i potworami. 80 Days zostało między innymi nominowane do nagrody BAFTA Game Award za najlepszą fabułę, a Meg zdobyła nagrodę Brytyjskiej Gildii Scenarzystów za najlepszy scenariusz w grze komputerowej.
W 2019 roku Jayanth organizowała ceremonię rozdania nagród Independent Games Festival, gdzie wygłosiła otwierające ją przemówienie, aby zachęcić branżę gier komputerowych do stworzenia przyjaznego i bezpiecznego środowiska dla twórców gier. W maju tego samego roku ogłosiła wraz z Leigh Alexander utworzenie „wytwórni gier narracyjnych” Red Queens. Była też narracyjną projektantką gier Falcon Age, Sable i Boyfriend Dungeon. Falcon Age, osadzona w alternatywnej rzeczywistości fantastycznonaukowej opowieść o dziewczynie, która uciekła z więzienia strzeżonego przez wszechmocne androidy, polegała na ustawicznej współpracy z wychowywanym przez bohaterkę sokołem. Natomiast Sable była grą z otwartym światem o członkini plemienia, która udaje się w nomadyczną podróż po pustyni; uwagę krytyków zwracały melancholijna narracja oraz stylizacja Sable na komiksy książkowe. Boyfriend Dungeon polegała na przemierzaniu podziemnych komnat w poszukiwaniu partnerów miłosnych, którzy pomagaliby głównej postaci w walkach z potworami.

## Wykaz gier
| Rok  | Tytuł                                          | Stanowisko                          | Uwagi                           |
| ---- | ---------------------------------------------- | ----------------------------------- | ------------------------------- |
| 2013 | Samsara                                        | autorka                             | gra niedokończona               |
| 2014 | 80 Days                                        | główna scenarzystka                 | reż. Joseph Humfrey, Jon Ingold |
| 2015 | Sunless Sea                                    | scenarzystka                        | reż. Alexis Kennedy             |
| 2017 | Horizon Zero Dawn                              | scenarzystka                        | reż. Mathijs de Jonge           |
| 2017 | Shuyan Saga                                    | scenarzystka                        | reż. Lina Skorbach              |
| 2018 | This War of Mine: Stories – The Last Broadcast | scenarzystka                        | proj. Maciej Wasiak             |
| 2019 | Sunless Skies                                  | główna scenarzystka                 | reż. Liam Welton                |
| 2019 | Falcon Age                                     | projektantka narracji, scenarzystka | reż. Chandana Ekanayake         |
| 2021 | Boyfriend Dungeon                              | projektantka narracji               | reż. Tanya X. Short             |
| 2021 | Sable                                          | projektantka narracji               | proj. Ioannis Pitsikalis        |